# 오은찬
오은찬(2004년 9월 20일 ~ )(중동고 졸)은 대한민국의 배우이다. 현재 성균관 대학교를 다니고 있다.

## 출연작

### 드라마
| 제목                    | 분야       | 방송사 | 날짜   | 역할                                |
| ----------------------- | ---------- | ------ | ------ | ----------------------------------- |
| 대왕 세종               | 대하드라마 | KBS2   | 2008년 | 유년기 문종 역                      |
| 김치 치즈 스마일        | 시트콤     | MBC    | 2008년 | 신월성 역                           |
| 태양의 여자             | 미니시리즈 | KBS2   | 2008년 | 어린 민수 역                        |
| 달콤한 인생             | 미니시리즈 | MBC    | 2008년 | 어린 이준수 역                      |
| 내 사랑 금지옥엽        | 연속극     | KBS2   | 2009년 | 인호의 아들, 이민우 역              |
| 자명고                  | 대하드라마 | SBS    | 2009년 | 해애우 역                           |
| 아이리스                | 미니시리즈 | KBS2   | 2009년 | 어린 김현준 역                      |
| 개인의 취향             | 미니시리즈 | MBC    | 2010년 | 이영선의 아들, 준혁 역              |
| 궁중잔혹사: 꽃들의 전쟁 | 연속극     | JTBC   | 2013년 | 숭선군 역                           |
| 굿 닥터                 | 미니시리즈 | KBS2   | 2013년 | 차동진 역                           |
| 애인 있어요             | 연속극     | SBS    | 2015년 | 용기네 가게에서 물건 훔치던 꼬마 역 |
|                         |            |        |        |                                     |

### 영화
| 제목          | 날짜   | 역할    | 비고 |
| ------------- | ------ | ------- | ---- |
| 수상한 고객들 | 2011년 | 옥동 역 |      |